# 琉球王国のグスク及び関連遺産群
琉球王国のグスク及び関連遺産群（りゅうきゅうおうこくのグスクおよびかんれんいさんぐん）は、沖縄本島南部を中心に点在するグスクなどの琉球王国の史跡群から構成されるユネスコの世界遺産（文化遺産）である。2000年11月30日（CET）に、日本で11件目の世界遺産として登録された。
なお、各グスクの登録の名称は下記のとおり「じょうあと」で、「ぐすくあと」、「じょうせき」とはしていない。

## 遺産
| 外観 | 世界遺産名                                    | 備考 |
| ---- | --------------------------------------------- | ---- |
|      | 今帰仁城跡 （なきじんじょうあと）             |      |
|      | 座喜味城跡 （ざきみじょうあと）               |      |
|      | 勝連城跡 （かつれんじょうあと）               |      |
|      | 中城城跡 （なかぐすくじょうあと）             |      |
|      | 首里城跡 （しゅりじょうあと）                 |      |
|      | 園比屋武御嶽石門 （そのひゃんうたきいしもん） |      |
|      | 玉陵 （たまうどぅん）                         |      |
|      | 識名園 （しきなえん）                         |      |
|      | 斎場御嶽 （せーふぁうたき）                   |      |

## 登録基準
この世界遺産は世界遺産登録基準のうち、以下の条件を満たし、登録された（以下の基準は世界遺産センター公表の登録基準からの翻訳、引用である）。
- (2) ある期間を通じてまたはある文化圏において、建築、技術、記念碑的芸術、都市計画、景観デザインの発展に関し、人類の価値の重要な交流を示すもの。
- (3) 現存するまたは消滅した文化的伝統または文明の、唯一のまたは少なくとも稀な証拠。
- (6) 顕著で普遍的な意義を有する出来事、現存する伝統、思想、信仰または芸術的、文学的作品と直接にまたは明白に関連するもの（この基準は他の基準と組み合わせて用いるのが望ましいと世界遺産委員会は考えている）。